# Karzinogen
Als karzinogen [kartsinoˈgeːn] oder synonym kanzerogen (auch cancerogen), deutsch krebserzeugend, wird das bezeichnet, was im medizinischen Sinn Krebs erzeugen oder die Krebserzeugung fördern kann.
Der Ausdruck karzinogen ist abgeleitet von altgriechisch καρκίνος karkínos, deutsch ‚Krebs‘ und γένεσις génesis, deutsch ‚Entstehung‘; kanzerogen geht vom lateinischen Wort cancer für ‚Krebs‘ aus. Neben den adjektivisch benutzten Formen sind auch die Substantivierungen Karzinogen und Kanzerogen geläufig, so für krebserzeugende Substanzen. Der Prozess der Krebsentstehung wird auch Karzinogenese genannt.

## Geschichte
1775 wurde von dem englischen Arzt Percivall Pott erkannt, dass bei Schornsteinfegern durch Kontakt mit Ruß der sogenannte Schornsteinfegerkrebs entstand, zurückzuführen auf aromatische Kohlenwasserstoffe im Ruß.
Zu Beginn des 19. Jahrhunderts wurde über Hautkrebs bei Arbeitern in Kupferschmelzen und Zinngießereien in Cornwall berichtet. Hier waren Arsenverbindungen die Ursache.
Jonathan Hutchinson diagnostizierte 1888 bei Patienten Hautkrebs als Folge von Anwendungen mit arsenhaltigen Salben.
Ab etwa 1925 wurden Arsenverbindungen in Schädlingsbekämpfungsmitteln im Wein- und Obstbau verwendet. Später beobachtete man dann bei Winzern eine Häufung von für Arsenverbindungen typischen Krebsarten, so dass es zu einem Verbot dieser Präparate kam.
Der Chirurg Ludwig Rehn stellte 1895 das gehäufte Auftreten von Blasenkrebs bei Arbeitern in Anilinfabriken fest, zurückzuführen auf verschiedene aromatische Amine.
Ab Beginn der Kunststoffproduktion von PVC in den 1930er Jahren traten bei Arbeitern bestimmte Formen von Leberkrebs auf, was zur Folge hatte, dass der MAK-Wert von Vinylchlorid mehrmals drastisch herabgesetzt wurde.
Unterschiedliche Krebsarten traten auch bei Arbeitern in Betrieben auf, in denen Beryllium-, Cobalt- und Nickelverbindungen, Chromate oder Asbest verarbeitet wurden, sowie in Teer- und Farbenfabriken.

## Grundlagen
Karzinogene kann man in zwei Gruppen unterteilen:
- Initiierende Karzinogene sind Stoffe, die Krebs erzeugen können.
- Promovierende Karzinogene hingegen fördern die (Weiter-)Entwicklung des Krebses.

Weiterhin spricht man von Co-Karzinogenen, wenn ein Stoff selbst nicht krebserzeugend ist, jedoch in bestimmten Kombinationen mit anderen Stoffen, die ebenfalls nicht krebserzeugend sind, Krebs erzeugen kann.
Viele Karzinogene sind erst nach einer Metabolisierung im Körper wirksam. Beispielsweise ist 3,4-Benzpyren erst nach enzymatischer Umwandlung in Epoxybenzpyren karzinogen. Ähnliches gilt für Nitrosamine, die in die entsprechenden Aldehyde und reaktive Carbeniumionen metabolisiert werden. Nitrosamine können nicht nur aus der Umwelt aufgenommen (z. B. Zigarettenrauch), sondern auch im Magen aus Aminen und Nitriten gebildet werden. Die Wirkung der Karzinogene beruht im Wesentlichen auf genotoxischen Veränderungen der DNA und führt damit zu einer Entartung der Zelle.

## Chemische Karzinogene
Bis zur Einführung des globalen harmonisierten Systems zur Einstufung und Kennzeichnung von Chemikalien (GHS) wurden Karzinogene in der Europäischen Union entsprechend der Richtlinie 67/548/EWG eingestuft – in Deutschland umgesetzt nach § 1.4.2.1 GefStoffV Anhang 1. Die folgende Tabelle stellt die Einstufungen gegenüber:
| Richtlinie 67/548/EWG                                  | GHS                                               |
| ------------------------------------------------------ | ------------------------------------------------- |
| Carc. Cat. 1; R45 Kann Krebs erzeugen                  | Carc. 1A – H350 Kann Krebs erzeugen               |
| Carc. Cat. 2; R45 Kann Krebs erzeugen                  | Carc. 1B – H350 Kann Krebs erzeugen               |
| Carc. Cat. 1; R49 Kann Krebs erzeugen beim Einatmen    | Carc. 1A – H350i Kann bei Einatmen Krebs erzeugen |
| Carc. Cat. 2; R49 Kann Krebs erzeugen beim Einatmen    | Carc. 1B – H350i Kann bei Einatmen Krebs erzeugen |
| Carc. Cat. 3; R40 Verdacht auf krebserzeugende Wirkung | Carc. 2 – H351 Kann vermutlich Krebs erzeugen     |

### Einstufung nach GHS
Das GHS ist eine Initiative der Vereinten Nationen, die unterschiedlichen Systeme der Chemikalieneinstufung in der ganzen Welt, die bisher bestanden, anzupassen. Hier wurden zwei Kategorien geschaffen, von der die erste weiter unterteilt werden kann, wenn die entsprechende Behörde es so verfügt:

#### Kategorie 1
- Kategorie 1: Bekanntermaßen oder wahrscheinlich beim Menschen karzinogen
  - Kategorie 1A: Kategorie 1A für Stoffe, die bekanntermaßen beim Menschen karzinogen sind; die Einstufung erfolgt überwiegend aufgrund von Nachweisen beim Menschen;
  - Kategorie 1B: Kategorie 1B, für Stoffe, die wahrscheinlich beim Menschen karzinogen sind; die Einstufung erfolgt überwiegend aufgrund von Nachweisen bei Tieren.

Gesicherte human-epidemiologische und/oder Tierversuchsdaten bewirken eine Einstufung in die Kategorie 1. Eine weitere Differenzierung in Kategorie 1A und 1B erfolgt aufgrund der Aussagekraft der Nachweise in Verbindung mit zusätzlichen Hinweisen. Es ist im Einzelfall möglich, aufgrund einer wissenschaftlichen Beurteilung eine wahrscheinliche karzinogene Wirkung beim Menschen auf Untersuchungen zu stützen, die nur begrenzte Nachweise auf eine karzinogene Wirkung beim Menschen in Verbindung mit begrenzten Nachweisen bei Versuchstieren ergaben.

#### Kategorie 2
- Kategorie 2: Verdacht auf karzinogene Wirkung beim Menschen

Bei nicht ausreichend gesicherten Daten für eine Einstufung in die Kategorie 1 kann die Einstufung eines Stoffes in Kategorie 2 erfolgen, wenn Studien beim Menschen einen Verdacht auf karzinogene Wirkung begründen, oder Tierstudien einen Verdacht auf karzinogene Wirkungen ergeben.

### Einstufung nach Richtlinie 67/548/EWG (veraltet)
Vor der Einführung des GHS regelte die Richtlinie 67/548/EWG die Einstufungen in Europa. Die Kategorien bedeuteten:

#### Kategorie 1
In die Kategorie 1 wurden Stoffe eingeordnet, von denen die krebserzeugende Wirkung beim Menschen bekannt ist und es hinreichende Anhaltspunkte für einen Kausalzusammenhang zwischen der Exposition eines Menschen gegenüber dem Stoff und der Entstehung von Krebs gibt. Die Einstufung und Kennzeichnung erfolgt mit Gefahrensymbol T und R45: „Kann Krebs erzeugen (canc. cat. 1)“ oder R 49: „Kann Krebs erzeugen beim Einatmen (canc. cat. 1)“. (Nur wenn sie aus anderen Gründen sehr giftig sind, werden sie mit T+ gekennzeichnet.)
Beispiele:
- Arsensäure und deren Salze
- Asbest
- Tabak
- Benzol
- Dimethylsulfat
- 2-Naphthylamin
- lösliche Nickelsalze
- Dieselabgase

#### Kategorie 2
In die Kategorie 2 wurden Stoffe eingeordnet, die für den Menschen als krebserzeugend angesehen werden, wenn also hinreichende Anhaltspunkte zu der begründeten Annahme bestehen, dass die Exposition eines Menschen gegenüber dem Stoff Krebs erzeugen kann. Diese Annahme beruht im Allgemeinen auf Langzeitversuchen und/oder sonstigen relevanten Informationen. Die Einstufung und Kennzeichnung erfolgt mit Gefahrensymbol T und R45: „Kann Krebs erzeugen (canc. cat. 2)“ oder R 49: „Kann Krebs erzeugen beim Einatmen (canc. cat. 2)“. (Nur wenn sie aus anderen Gründen sehr giftig sind, werden sie mit T+ gekennzeichnet). Beispiele:
- Acrylamid
- Benzpyren
- Cobaltchlorid
- Ottokraftstoff
- Rohöl

#### Kategorie 3
In die Kategorie 3 wurden Stoffe eingeordnet, wenn sie wegen möglicher krebserzeugender Wirkung beim Menschen Anlass zur Besorgnis geben, aber nicht genügend Informationen für eine befriedigende Beurteilung vorliegen, wenn z. B. aus geeigneten Tierversuchen zwar Anhaltspunkte vorliegen, aber nicht ausreichen, um den Stoff in Kategorie 2 einzustufen. Die Einstufung und Kennzeichnung erfolgt mit R40: „Verdacht auf krebserzeugende Wirkung“. Beispiele:
- Bleichromat
- Dieselkraftstoff/Heizöl
- Nickel (Metall)
- Ozon
- Oxazepam

### Einstufung nach IARC
Die Internationale Agentur für Krebsforschung (IARC) veröffentlicht regelmäßig Untersuchungsergebnisse in umfangreichen Monographien und teilt anhand der bekannten Daten bisher (Stand April 2022) 1035 Substanzen und Mischungen in 4 Gruppen ein:

#### Gruppe 1: karzinogen für Menschen
In die Gruppe 1 wurden bisher (Stand April 2022) 121 Substanzen/Stoffgruppen eingestuft, unter anderem alkoholische Getränke, sowie Ethanol und Acetaldehyd im Zusammenhang mit deren Konsum, Busulfan, Benzol, Dieselmotorabgase, der Verzehr von verarbeitetem Fleisch (Wurst, Schinken), Formaldehyd, Helicobacter pylori (Infektion), Holzstaub, Lederstaub, Plutonium, Sonnenlicht, Tabakrauch (direkt und indirekt und rauchloser Tabakkonsum), Vinylchlorid.

#### Gruppe 2A: wahrscheinlich karzinogen
In die Gruppe 2A wurden bisher (Stand April 2022) 93 Substanzen/Stoffgruppen eingestuft, darunter Acrylamid,  anorganische Bleiverbindungen, Chloral,  Diazinon, der Verzehr von rotem Fleisch (z. B. von Rind, Schwein oder Schaf stammendes Fleisch),  sehr heiße Getränke (mehr als 65 °C),  Glyphosat,  Malathion,  Schichtarbeit (Nachtarbeit).

#### Gruppe 2B: möglicherweise karzinogen
320 Substanzen/Stoffgruppen wurden bisher (Stand April 2022) in die Gruppe 2B eingestuft, darunter Acetaldehyd, Benzofuran, Blei,  Carbazol,  Dieselkraftstoff (Schifffahrt),  Furan,  Melamin, Mobilfunkstrahlung, Parathion, Pyridin, Tetrachlorvinphos, Titandioxid.

#### Gruppe 3: nicht einstufbar oder wahrscheinlich nicht krebsauslösend beim Menschen
In Gruppe 3 werden alle Substanzen zusammengefasst, die nicht in eine der drei anderen Gruppen fallen. Aktuell (Stand April 2022) sind 501 Substanzen in Gruppe 3 enthalten, darunter Amaranth (Farbstoff),  Azobenzol,  Caprolactam, Fluoride (anorganisch, in Trinkwasser verwendet),  Kaffeetrinken,  Phenol,  Saccharin und seine Salze, Sulfite,  Tee.
Die bis 2019 vorhande Gruppe 4: wahrscheinlich nicht karzinogen, in der z. B. Caprolactam eingestuft worden war, wird nicht mehr verwendet, stattdessen wurde diese mit Gruppen 3 zusammengeführt. Die in Gruppe 3 enthaltenen Substanzen können also aufgrund fehlender Daten entweder nicht einstufbar, oder aufgrund bekannter mechanistischer Daten als wahrscheinlich nicht krebsauslösend beim Menschen eingestuft sein.

### Einstufungen durch die MAK-Kommission
In Deutschland stuft die Ständige Senatskommission zur Prüfung gesundheitsschädlicher Arbeitsstoffe (MAK-Kommission) Karzinogene in 5 Kategorien ein: in Kategorien 1 oder 2 werden Substanzen eingestuft, die sich beim Menschen oder im Tierversuch als krebserzeugend erwiesen haben. Für diese werden keine MAK‐ oder BAT‐Werte festgelegt, da sie grundsätzlich zu meiden sind. In Kategorie 3 werden Arbeitsstoffe mit Verdacht auf krebserzeugende Wirkung aufgeführt. Hier werden MAK‐ oder BAT‐Werte nur festgelegt, wenn der Stoff oder seine Metaboliten nicht genotoxisch wirken. In die Kategorien 4 und 5 werden Stoffe mit krebserzeugenden Eigenschaften eingestuft. Bei diesen werden MAK‐ oder BAT‐Wert so definiert, dass kein oder nur ein sehr geringer Beitrag zum Krebsrisiko für den Menschen zu erwarten ist. Alle eingestuften Arbeitsstoffe werden in Anhang III der MAK- und BAT-Werte-Liste aufgeführt.

## Kritik an gefährdungsbasierten Klassifizierungssystemen
Klassifizierungssysteme, die auf der Identifizierung von Gefährdungen beruhen (wie die der IARC oder GHS), sind nach Auffassung von Boobis et al. (2016) veraltet und dienen daher weder Wissenschaft noch Öffentlichkeit. Derartige Systeme führten zur Klassifizierung von Stoffen mit unterschiedlicher Potenz und Wirkungsweise in derselben Kategorie, beispielsweise der Konsum von Fleischprodukten und Senfgas. Eine Charakterisierung von Gefährdungen und Risiko hingegen böte eine ausgewogenes Bild von Gefährdungen, Dosis-Wirkungs-Kurven und Exposition, und ermögliche so besser informierte Risikomanagemententscheidungen. Auf die Identifizierung von Gefährdungen ausgelegte Systeme würden nach deren Meinung dagegen Panikmache, unnötige wirtschaftliche Kosten, den Verlust nützlicher Produkte, höhere Gesundheitskosten und eine Förderung überflüssiger Forschung befördern.
Alan Boobis wird jedoch Lobbyismus nachgesagt. So wird seine enge Verbindung mit dem International Life Sciences Institute (ILSI) und gleichzeitige Mitgliedschaft im Joint FAO/WHO Meeting on Pesticide Residues (JMPR) kritisiert. Insbesondere die Bekanntgabe der Unbedenklichkeit von Glyphosat durch das JMPR ist insofern kritisch zu hinterfragen, als dass ILSI Spenden in Millionenhöhe von Monsanto erhielt. Wegen seiner Industrienähe wurde Boobis aus der Europäischen Behörde für Lebensmittelsicherheit (EFSA) ausgeschlossen.

## Natürliche Karzinogene
Zahlreiche Karzinogene kommen in der Natur vor. Beispielsweise wird Aflatoxin B1, eine der potentesten krebserzeugenden Verbindungen überhaupt, vom Schimmelpilz Aspergillus flavus gebildet. Dieser befällt häufig fett- und stärkehaltige Samen wie Nüsse, Getreide, Mais oder Pistazien.

## Karzinogene Viren
Tumorviren, z. B.:
- Epstein-Barr-Viren
- HP-Viren

## Karzinogene Strahlung
Elektromagnetische sowie Teilchenstrahlung kann ab Energien von etwa 4 Elektronenvolt – was gerade der Bindungsenergie der Nukleotiden im DNA-Strang entspricht – karzinogen sein. Eingeschlossen ist somit auch Radioaktivität, da ebenfalls hochenergetische Strahlung emittiert wird. UV-C-Strahlung ist an der Risikogrenze und daher auch bereits karzinogen. Sichtbares Licht ist aufgrund der geringen elektromagnetischen Energie ungefährlich.